# John Morris (actor)
John Morris (Dallas, Texas; 2 de octubre de 1984) Es un actor estadounidense conocido por poner voz a Andy en las películas Toy Story y Toy Story 2. En 2010, con 25 años, volvió a dársela a un  Andy de 17 años en Toy Story 3.
Con anterioridad a estas aparece acreditado en Pesadilla antes de Navidad de 1993 dentro de las denominadas "voces adicionales". También ha participado en el videojuego Lego Island como Pepper Roni. 
Actualmente reside en Nueva York.

## Carrera
En 1991, durante la audición para el papel de Andy en Toy Story, Morris llevó algunas de sus figuras de acción de los X-Men y les puso voz; al equipo de Pixar le encantó y le dieron el papel. Morris regresó a Toy Story 3 a petición del director Lee Unkrich. En el Blu-ray/DVD de Toy Story 3, Unkrich explicó que primero tuvieron que buscar la información de contacto de Morris, y que luego surgió una creciente preocupación sobre si su voz sonaría bien; temores que se disiparon cuando Unkrich llamó por primera vez a Morris y escuchó el mensaje de voz.
También es conocido por prestar su voz a "Pepper Roni" en el videojuego Lego Island de 1997.

## Filmografía
| Año  | Título                         | Personaje  | Notas |
| ---- | ------------------------------ | ---------- | ----- |
| 1993 | The Nightmare Before Christmas | Santa Boy  | Voice |
| 1995 | Toy Story                      | Andy Davis | Voice |
| 1999 | Toy Story 2                    | Andy Davis | Voice |
| 2010 | Toy Story 3                    | Andy Davis | Voice |
| 2019 | Toy Story 4                    | Andy Davis | Voice |
| 2026 | Toy Story 5                    | Andy Davis | Voice |